# Mukkodlu, Madikeri
Mukkodlu là một làng thuộc tehsil Madikeri, huyện Kodagu, bang Karnataka, Ấn Độ.